# Studenitsita
La studenitsita és un mineral de la classe dels borats. Rep el seu nom de Studenica, un monestir prop de la localitat on va ser descoberta.

## Característiques
La studenitsita és un borat de fórmula química NaCa₂[B9O14(OH)₄]·2H₂O. Va ser aprovada com a espècie vàlida per l'Associació Mineralògica Internacional l'any 1994. Cristal·litza en el sistema monoclínic. Es troba en forma de cristalls en forma de falca aplanada, de fins a 5 mm, dominats per {001}, {011} i {111}, amb mal desenvolupats {100}, {110} i {012}. Es troba també en agregats. La seva duresa a l'escala de Mohs es troba entre 5,5 i 6.
Segons la classificació de Nickel-Strunz, la studenitsita pertany a «06.GB - Filononaborats, etc.» juntament amb els següents minerals: penobsquisita, preobrazhenskita i walkerita.

## Formació i jaciments
Es troba en argila i en dipòsits de borat vulcanogènic-sedimentari que contenen carbonats. Sol trobar-se associada a altres minerals com: colemanita, howlita, ulexita i pentahidroborita. Va ser descoberta als dipòsits de Pobrdzhsky Potok & Peskanya, a Baljevac na Ibru, a la conca del riu Jarandol (Raška, Sèrbia), l'únic indret on ha estat trobada.